# Lyrkía
Lyrkía (grec moderne : Λυρκεία), ou Lyrkeia, est un village grec du Péloponnèse, en Argolide. Depuis 2011, c’est un district municipal du dème d’Argos-Mycènes.